# ヴィクトル・フィッシャー
ヴィクトル・フィッシャー（Viktor Gorridsen Fischer、1994年6月9日 - ）は、デンマーク・オーフス出身の元サッカー選手。元デンマーク代表。現役時代のポジションはFW。
アヤックス時代には、世界のサッカー界で最も有望な若手選手の1人と目されており、デニス・ベルカンプの後継者と称されたが、怪我が絶えず29歳の若さで現役を引退した。

## 経歴

### アヤックス
リセンIFのユースチームでキャリアをスタートさせると、2004年にオーフスGF入団を経て2009年にFCミッティランのユースに入団した。U17ワールドカップ活躍したことで、チェルシー、インテル・ミラノ、マンチェスター・シティ、マンチェスター・ユナイテッドなどの複数クラブからも興味を持たれていたが、最終的にアヤックスと契約した。
アヤックスでの最初のシーズン、フィッシャーはアヤックス・アカデミーでプレーし、19歳以下のUEFAチャンピオンズリーグに相当するNextGen シリーズの決勝進出に貢献した。アヤックスは決勝戦でインテルにPK戦の末に敗れ、準優勝で大会を終えたが、フィッシャー個人はこの大会で7ゴールを挙げ、FCバルセロナBに所属するジャン・マリー・ドングーと共に得点王に輝いた。
2012-13シーズンのプレシーズンに、SVハイゼンとの試合でアヤックスのトップチームデビューを飾ると、2012年10月20日、3-3の引き分けに終わったヘラクレス・アルメロ戦の84分に交代出場し、エールディヴィジデビューを果たした。
2012年10月31日、KNVBカップのONSスネーク戦で先発したフィッシャーはアヤックスでのレギュラーシーズン初ゴールを決めた。
11月6日に行われたUEFAチャンピオンズリーグのグループリーグのマンチェスター・シティとのアウェイ戦で、試合終了間際にクリスティアン・ポウルセンに代わって18歳でトップチームでの国際大会デビューを飾った。
11月11日に行われたエールディヴィジのPECズヴォレ戦では、2得点を挙げてアウェイでの勝利に貢献した。
2013年1月20日、ロッテルダムを本拠地とするフェイエノールトとのデ・クラシケルでは左ウイングとして先発出場すると、前半に2ゴールを決めてマン・オブ・ザ・マッチに輝いた。フィッシャーは61分にライアン・バベルと交代してピッチを去ったが試合は3-0でアヤックスの勝利で終わり、ホームで行われたエールディヴィジにおけるフェイエノールトに対する50回目の勝利となった。
2月18日、アヤックスとの契約を2017年まで延長したことが発表された。
5月5日、フィッシャーはホームで行われたヴィレムII戦でゴールを決めて5-0の大勝を収め、クラブにとって3年連続、通算32度目の国内タイトルを獲得すると、その日のうちにフィッシャーはアヤックスの年間最優秀選手に選ばれた。このシーズン、フィッシャーはフランク・デ・ブール監督のもとで左ウイングのファーストチョイスとして頭角を現し、全コンペティションで12ゴールを挙げた。
2013-14シーズンが始まると、7月13日に行われたプレシーズンのフレンドリーマッチでもフィッシャーはゴールを決めた。その2週間後の7月27日、オランダカップを制したAZがリーグチャンピオンのアヤックスとアムステルダム・アレーナで対戦するオランダ・スーパーカップで、シーズンは正式に幕を開けると、この試合でフィッシャーは左ウイングとしてフル出場し、延長戦の末に3-2でアヤックスがAZを破り、クラブにとって通算8度目の国内スーパー杯のトロフィーを手にした。一方、リーグ戦ではローダJCとの開幕戦でシーズン初ゴールを挙げた。
2014年1月22日、アヤックスはKNVBカップの準々決勝で宿敵フェイエノールトと対戦。試合開始7分に先制点を許すも、フィッシャーは同点弾を決め、3-1の勝利でオランダカップ準決勝進出を決めた。
しかし、2月24日、AZ戦でハムストリングを負傷。負傷から約2ヶ月後にフィッシャーはスウェーデンのヨーテボリで手術を受けたが最終的にピッチに戻るのは2015年になると発表された。
2014-15シーズンの大半を欠場するも、前シーズンに負ったハムストリングの怪我から徐々に回復を目指していた。フィッシャーはアヤックスのリザーブチームであり、エールステ・ディヴィジに在籍するヨング・アヤックスで復帰を果たし、2015年3月21日にデ・フラーフスハップとの試合が公式戦復帰となった。その2日後、リザーブチームで出場したドルトムントU-23との親善試合で復帰後初ゴールを決めた。4月3日、FCアイントホーフェン戦でエールステ・ディヴィジ初ゴールを決めた。オランダ2部リーグで4試合に出場して徐々に感覚を取り戻していったフィッシャーは、19日のNACブレダ戦で、コルベイン・シグソールソンに代わって後半出場し、トップチームに復帰した。
フィッシャーはデ・ブール監督の右ウイングのファーストチョイスとしてシーズンをスタートさせ、2016年1月26日にアヤックスでの100試合目の出場を果たした159人目の選手となった。しかし、負傷離脱中にクラブが獲得したアミン・ユネスにシーズン途中から先発の座を奪われたことでフィッシャーはトップチームでのプレー時間が減り、その結果、再度リザーブチームで数試合プレーすることになった。最終節、アヤックスはフラーフスハップと引き分けたことでライバルのPSVに勝ち点で抜かれてタイトルを逃し、その数週間後にフィッシャーは他のクラブへの移籍を希望していることを明した。

### ミドルズブラ
2016年5月26日、新たにプレミアリーグに昇格したミドルズブラに500万€の移籍金で4年契約を結んだ。こうして彼は、アイトール・カランカ監督にとって初のプレミアリーグ契約選手となった。7月16日、プレシーズンの親善試合の一環として行われたドンカスター・ローヴァーズFCとの試合で非公式ではあるものの新天地でのデビューを飾った。さらにその2週間後の7月30日にヴィラ・パークで行われたアストン・ヴィラとの親善試合ではゴールを決めた。
8月28日のWBA戦でプレミアリーグ初出場を果たした。しかし、成績不振に陥ったクラブは2017年3月4日にアウェイでストーク・シティに0-2で敗れて降格圏に転落し、カランカは同月末に解任された。その後も調子は上がらず、5月9日、このシーズンのリーグ王者であるチェルシーに0-3の完敗を喫し、プレミアリーグ復帰後わずか1シーズンでEFLチャンピオンシップへの降格が決定した。フィッシャーがミドルズブラでプレーした最初で最後のシーズンは満足のいくようなものではなく、出場したリーグ戦13試合中にゴールを決めることができなかった。

### マインツ
ミドルズブラがプレミアリーグから降格した後、降格したばかりの2部クラブにおいても昨季無得点だったフィッシャーの将来性は疑問視され、2017年6月28日にブンデスリーガのマインツと4年契約を結び、300万€とも言われる移籍金でドイツのクラブに加入した。8月19日、ハノーファー96戦でブンデスリーガデビューを果たすも0-1で惜敗した。
DFBポカールでは2試合に出場して2ゴールを挙げたものの、リーグ戦では10試合に出場して得点を挙げることができなかった。

### コペンハーゲン
2018年1月31日、フィッシャーはディフェンディングチャンピオンのコペンハーゲンと契約して母国に戻った。コペンハーゲンとマインツとの間で合意した移籍金は270万€と推定され、4年半の契約を結んだ。コペンハーゲンに加入したフィッシャーはアヤックス時代の調子をすぐに取り戻し、リーグ戦12試合に出場して6ゴールを挙げた。この活躍により、フィッシャーは2018 FIFAワールドカップに出場するデンマーク代表のメンバー35人に選ばれ、2018年7月のデンマーク・スーペルリーガ月間最優秀選手賞も受賞した。
2018-19シーズンが始まるとフィッシャーはコペンハーゲンで活躍を続け、リーグ戦13試合出場時点で7ゴールを決めてデンマーク・スーペルリーガの首位に立つことに貢献し、10月29日時点でポール・オヌアチュとアンドレアス・スコフ・オルセンと並んで得点ランキング4位となった。

### アントワープ
2021年7月30日、ベルギー1部リーグのアントワープに移籍することが発表された。

### AIKソル ナ
2023年2月3日、フィッシャーは2023年末までスウェーデンのAIKソルナに期限付き移籍した。
2月18日、ヴェステロースSK戦でベンチ入りし、57分にヨン・グイデッティとの交代でデビューした。その8日後、AIKはエステルスンドのイェムトクラフト・アレーナで2,042人の観客を前にエステルスンドFKと対戦し、この試合に先発したフィッシャーは後半に2ゴールを決めた。 これらのゴールは、1911年11月19日のヴィルヘルム・パルメ以来となる、約110年ぶりのデンマーク人選手によるAIKソルナでのゴールとなった。
2023年6月29日、AIKでのレンタルを打ち切ることが発表された。
同日、フィッシャーはこれまでの怪我の影響によって29歳の若さでありながらサッカー選手としてのキャリアを終えることを発表した。

### 代表
デンマーク代表として各年代でプレー。
2012年11月14日のトルコとの親善試合でA代表デビュー。2015年6月8日のモンテネグロとの親善試合でPKを決め、代表初得点となる決勝点を挙げた。

## 個人成績

### クラブでの成績
| クラブ             | シーズン       | リーグ戦                 | リーグ戦 | リーグ戦 | カップ戦 | カップ戦 | 国際大会 | 国際大会 | その他 | その他 | 通算 | 通算 |
| クラブ             | シーズン       | ディビジョン             | 出場     | 得点     | 出場     | 得点     | 出場     | 得点     | 出場   | 得点   | 出場 | 得点 |
| ------------------ | -------------- | ------------------------ | -------- | -------- | -------- | -------- | -------- | -------- | ------ | ------ | ---- | ---- |
| アヤックス         | 2012-13        | エールディヴィジ         | 23       | 10       | 4        | 2        | 5        | 0        | 1      | 0      | 33   | 12   |
| アヤックス         | 2013-14        | エールディヴィジ         | 24       | 3        | 4        | 4        | 6        | 0        | 1      | 0      | 35   | 7    |
| アヤックス         | 2014-15        | エールディヴィジ         | 4        | 3        | 0        | 0        | 0        | 0        | 0      | 0      | 4    | 3    |
| アヤックス         | 2015-16        | エールディヴィジ         | 28       | 8        | 2        | 1        | 9        | 2        | 0      | 0      | 39   | 11   |
| アヤックス         | クラブ通算     | クラブ通算               | 79       | 24       | 10       | 7        | 20       | 2        | 2      | 0      | 111  | 33   |
| ヨング・アヤックス | 2014-15        | エールステ・ディヴィジ   | 4        | 1        | -        | -        | -        | -        | -      | -      | 4    | 1    |
| ヨング・アヤックス | 2015-16        | エールステ・ディヴィジ   | 6        | 1        | -        | -        | -        | -        | -      | -      | 6    | 1    |
| ヨング・アヤックス | クラブ通算     | クラブ通算               | 10       | 2        | -        | -        | -        | -        | -      | -      | 10   | 2    |
| ミドルズブラ       | 2016-17        | プレミアリーグ           | 13       | 0        | 2        | 0        | -        | -        | 1      | 0      | 16   | 0    |
| ミドルズブラ       | クラブ通算     | クラブ通算               | 13       | 0        | 2        | 0        | -        | -        | 1      | 0      | 16   | 0    |
| マインツ           | 2017-18        | ブンデスリーガ           | 10       | 0        | 2        | 2        | -        | -        | -      | -      | 12   | 2    |
| マインツ           | クラブ通算     | クラブ通算               | 10       | 0        | 2        | 2        | -        | -        | -      | -      | 12   | 2    |
| コペンハーゲン     | 2017-18        | スーペルリーガ           | 17       | 6        | 1        | 0        | 2        | 1        | 1      | 1      | 21   | 8    |
| コペンハーゲン     | 2018-19        | スーペルリーガ           | 25       | 9        | 0        | 0        | 9        | 2        | 0      | 0      | 34   | 11   |
| コペンハーゲン     | 2019-20        | スーペルリーガ           | 20       | 2        | 2        | 1        | 11       | 1        | 0      | 0      | 33   | 4    |
| コペンハーゲン     | 2020-21        | スーペルリーガ           | 27       | 4        | 1        | 2        | 3        | 0        | -      | -      | 31   | 6    |
| コペンハーゲン     | 2021-22        | スーペルリーガ           | 0        | 0        | 0        | 0        | 1        | 0        | -      | -      | 1    | 0    |
| コペンハーゲン     | クラブ通算     | クラブ通算               | 89       | 21       | 4        | 3        | 26       | 4        | 1      | 1      | 120  | 29   |
| アントワープ       | 2021-22        | ジュピラー・プロ・リーグ | 18       | 3        | 0        | 0        | 6        | 0        | -      | -      | 24   | 3    |
| アントワープ       | 2022-23        | ジュピラー・プロ・リーグ | 7        | 0        | 2        | 0        | 3        | 0        | -      | -      | 12   | 0    |
| アントワープ       | クラブ通算     | クラブ通算               | 25       | 3        | 2        | 0        | 9        | 0        | -      | -      | 36   | 3    |
| AIKソルナ (loan)   | 2023           | アルスヴェンスカン       | 8        | 0        | 4        | 2        | -        | -        | -      | -      | 12   | 2    |
| キャリア総通算     | キャリア総通算 | キャリア総通算           | 234      | 50       | 24       | 14       | 55       | 6        | 4      | 1      | 317  | 71   |

1. 1 2  ヨハン・クライフ・スハール
2. ↑  EFLカップ

## 代表歴

### 出場大会
- デンマーク代表
  - 2018 FIFAワールドカップ

### 試合数
- 国際Aマッチ 21試合 3得点（2012年-2018年）[48]

| デンマーク代表 | 国際Aマッチ | 国際Aマッチ |
| 年             | 出場        | 得点        |
| -------------- | ----------- | ----------- |
| 2012           | 1           | 0           |
| 2013           | 5           | 0           |
| 2014           | 0           | 0           |
| 2015           | 2           | 1           |
| 2016           | 7           | 2           |
| 2017           | 1           | 0           |
| 2018           | 5           | 0           |
| 通算           | 21          | 3           |

### 得点
| #  | 開催日        | 開催地                 | 対戦国                   | スコア | 結果        | 試合概要     |
| -- | ------------- | ---------------------- | ------------------------ | ------ | ----------- | ------------ |
| 1. | 2015年6月8日  | ヴィボー・スタディオン | モンテネグロ             | 2-1    | 2-1         | 親善試合     |
| 2. | 2016年6月3日  | 豊田スタジアム         | ボスニア・ヘルツェゴビナ | 2-0    | 2-2 (3-4 p) | キリンカップ |
| 3. | 2016年8月31日 | CASAアレナ・ホーセンス | リヒテンシュタイン       | 4-0    | 5-0         | 親善試合     |

## タイトル

### クラブ
アヤックス
- エールディヴィジ : 2012-13, 2013-14
- ヨハン・クライフ・スハール : 2013

コペンハーゲン
- デンマーク・スーペルリーガ : 2018-19

### 個人
- NextGen シリーズ得点王 : 2012年
- デンマーク最優秀年若手選手 : 2012年
- アヤックス年間最優秀選手 : 2012-13
- コペンハーゲン年間最優秀選手 : 2017-18